# Takumi Sasaki
Takumi Sasaki (født 30. marts 1998) er en japansk fodboldspiller, som spiller for den japanske fodboldklub Renofa Yamaguchi FC.